# Devario maetaengensis
Devario maetaengensis är en fiskart som först beskrevs av Fang, 1997.  Devario maetaengensis ingår i släktet Devario och familjen karpfiskar. IUCN kategoriserar arten globalt som otillräckligt studerad. Inga underarter finns listade i Catalogue of Life.